# Guglielmo VI del Monferrato
Guglielmo VI degli Aleramici (1173 – Almyros, 17 settembre 1226), unico figlio maschio di Bonifacio I degli Aleramici, marchese del Monferrato e re di Tessalonica, e della di lui prima moglie Elena del Bosco, fu designato dal padre come suo successore nel Monferrato e ne fu marchese dal 1207 alla morte. Il fratello Demetrio, nato dalla seconda moglie di Bonifacio I, Margherita d'Ungheria, invece succedette il padre nel Regno di Tessalonica.

## Biografia

### Giovinezza
Partecipò a diverse campagne militari con il padre. Lo si ritrova nel 1191 a combattere contro gli Astigiani presso Montiglio. Tra il 1193 e il 1199 compare in molti atti pubblici insieme con il padre. Il 12 giugno 1199, negli accordi stipulati con Acqui Terme, si conveniva che, sostituendo Bonifacio, sarebbe stato in città con 20 cavalieri per combattere contro gli Alessandrini e il 27 ottobre era presente presso Saluggia nei patti stipulati con il Comune di Vercelli.

### Matrimonio
Il 9 agosto 1202 si sposa con Berta di Clavesana (1180 – 1224), figlia di Bonifacio, marchese di Clavesana, conte di Cortemiglia.

### Marchese di Monferrato
Il padre Bonifacio, partito per la crociata, rimanendo fedele aglle promesse fatte ai comuni di Asti ed Alessandria, nominò suo figlio marchese di Monferrato a pieno titolo.
Ben presto Guglielmo dovette rivolgere le sue attenzioni verso Asti, protetta dai milanesi, che stava diventando via via più potente e con la quale sia avevano avuti più volte scontri feroci.
Nell'agosto 1203, ancora a nome di suo padre, Guglielmo si accordò con i comuni di Alba e Alessandria contro Asti. Ma sia per la poca perseveranza degli alleati che per le cessioni fatte da Guglielmo, egli dovette riconoscere la sconfitta nell'aprile 1206: il trattato di pace non apparve però troppo pesante ai monferrini. Nonostante ciò, il marchesato, dopo anni e anni di guerre, appariva, come scriveva Ogerio Alfieri, gravato dalla guerra e incapace di sostenerla.
Accettato il trattato anche dagli alleati, Guglielmo si ripromise di farlo ratificare anche da Bonifacio, ma egli morì in Terrasanta e non ne seppe mai nulla. Quando Bonifacio si spense, la successione al trono di Tessalonica avvenne con il fratello di Guglielmo, Demetrio.

### Guglielmo VI contro l'Impero
Per tradizione, gli Aleramo erano di fazione ghibellina, fieri sostenitori del partito svevo (Corrado era anche imparentato con Federico Barbarossa). Guglielmo VI si avvicinò invece all'oppositore imperiale, Ottone IV di Brunswick. In realtà, sebbene avessero stretto alleanza e avessero previsto qualche campagna, Guglielmo dovette deludersi del suo protettore, dal quale si aspettava molto di più. Le poche campagne fatte sotto suo ordine furono dirette contro piccoli potentati e l'unica riuscita ebbe come successo il sacco di Cuneo.

### Guglielmo si associa agli Svevi
Nuovamente al seguito di Ottone IV alla Dieta di Lodi, presto lo abbandonò definitivamente preferendogli Federico II: il 14 luglio 1212, assieme ad altri rappresentanti del partito svevo, ricevette con tutti gli onori Federico a Genova. Da lì, guidandolo attraverso le sue terre, lo condusse verso la strada per la Germania.
Partecipando al Concilio Lateranense del 1215, egli perorò la causa di Federico contro Ottone IV. Più volte fu in terra tedesca per volere di Federico II, e durante queste sue assenze i suoi nemici meditarono, senza ottenere risultati, di impossessarsi delle terre monferrine. Le vicende di quegli anni lo videro più volte impegnato in lunghe lotte contro Asti e Alessandria, senza mai ottenere grossi risultati. Ma in lui stava nascendo il desiderio di vendicare il padre e di lanciarsi nella crociata.

### Guglielmo e l'Oriente
Presosi a cuore della faccenda di vendicare il padre, Guglielmo (incitato anche dai suoi menestrelli ed in particolare da Elia Carel), decise di partire per l'Oriente ben consapevole della inadeguatezza degli aiuti che avrebbe potuto apportare. Papa Onorio III lo convinse a guidare la spedizione crociata contro l'Egitto, ma la venuta in Italia di Demetrio del Monferrato convinse a modificare l'obiettivo della missione e a rivolgerla verso la città greca.
Dichiaratosi più volte pronto a partire, dovette spesso rinviare a causa delle minacce dei suoi nemici in Piemonte e delle ristrettezze economiche che lo costrinsero ad impegnare il marchesato nelle mani dell'imperatore Federico II (trattato di mutuo di Catania del 1224): riuscì infine a piegare alcune città e a convincerle a fornire uomini per la crociata.

### Ultimi tempi e morte
Dal febbraio 1223 lo troviamo nondimeno accanto a Federico II a Capua, Ferentino e Sora; la spedizione in Oriente, invece, venne sempre ritardata fino almeno al 1225, quando si decise la partenza da Brindisi: al momento di mollare gli ormeggi, però, egli si sentì male e tutto venne bloccato fino almeno alla primavera 1226. Quando, infine sotto le pressioni di Onorio III l'esercito si mosse, i continui ritardi e le disorganizzazioni furono fatali per l'esito dell'impresa. Guglielmo VI morì intorno al 17 settembre nei pressi del porto greco di Almyros. L'esercito si ammalò di dissenteria e si sciolse.

## Arte
Molti contestarono a Guglielmo VI i suoi modesti orizzonti. La spedizione orientale, mai effettuata, fu motivata anche dalle critiche mosse contro il marchese dai trovatori provenzali che prima di allora si erano legati alla corte monferrina. Le gesta delle imprese in terrasanta di Bonifacio e Corrado di Monferrato erano state cantate dai poeti trobadorici del tempo che ormai, delusi dalle contenute guerre capeggiate da Guglielmo, decisero di lasciare i territori aleramici.

## Discendenza
In gioventù, Guglielmo sposò Sofia di Hohenstaufen, figlia dell'imperatore Federico Barbarossa. Il matrimonio ebbe luogo nel 1187 (lo sposo avrebbe avuto circa 14 anni e la sposa circa 25), ma da questo matrimonio non ci furono figli: Sofia morì nello stesso anno.
In secondo matrimonio sposò la consanguinea Berta di Clavesana, figlia del marchese Bonifacio di Clavesana (nipote di Bonifacio di Savona) ebbe:
- Bonifacio (1203 – 1254), che gli successe nel governo del marchesato; sposò Margherita di Savoia.
- Beatrice di Monferrato (1204 – 1274) andata sposa (1219) ad Andrea Ghigo di Borgogna (1184 – 1237), delfino del Viennois.
- Alice di Monferrato (1210 – 1233), che sposò per procura (1230) Enrico I di Lusignano, re di Cipro.

## Ascendenza
|                             |                  |                           | Genitori                   |  |  | Nonni |  |  | Bisnonni                 |  |  | Trisnonni                   |  |
|                             |                  |                           |                            |  |  |       |  |  | Ranieri I del Monferrato |  |  | Guglielmo IV del Monferrato |  |
|                             |                  |                           |                            |  |  |       |  |  | Ranieri I del Monferrato |  |  | Guglielmo IV del Monferrato |  |
|                             |                  | Otta di Agliè             |                            |  |  |       |  |  | Ranieri I del Monferrato |  |  |                             |  |
| Guglielmo V del Monferrato  |                  |                           |                            |  |  |       |  |  | Ranieri I del Monferrato |  |  |                             |  |
|                             |                  | Gisella di Borgogna       | Guglielmo I di Borgogna    |  |  |       |  |  |                          |  |  |                             |  |
|                             |                  | Gisella di Borgogna       | Guglielmo I di Borgogna    |  |  |       |  |  |                          |  |  |                             |  |
|                             |                  | Gisella di Borgogna       | Stefania di Borgogna       |  |  |       |  |  |                          |  |  |                             |  |
| Bonifacio I del Monferrato  |                  | Gisella di Borgogna       |                            |  |  |       |  |  |                          |  |  |                             |  |
|                             |                  | Leopoldo III di Babenberg | Leopoldo II di Babenberg   |  |  |       |  |  |                          |  |  |                             |  |
|                             |                  | Leopoldo III di Babenberg | Leopoldo II di Babenberg   |  |  |       |  |  |                          |  |  |                             |  |
|                             |                  | Leopoldo III di Babenberg | Ida di Formbach-Ratelnberg |  |  |       |  |  |                          |  |  |                             |  |
| Giuditta di Babenberg       |                  | Leopoldo III di Babenberg |                            |  |  |       |  |  |                          |  |  |                             |  |
|                             |                  | Agnese di Waiblingen      | Enrico IV di Franconia     |  |  |       |  |  |                          |  |  |                             |  |
|                             |                  | Agnese di Waiblingen      | Enrico IV di Franconia     |  |  |       |  |  |                          |  |  |                             |  |
|                             |                  | Agnese di Waiblingen      | Berta di Savoia            |  |  |       |  |  |                          |  |  |                             |  |
| Guglielmo VI del Monferrato |                  | Agnese di Waiblingen      |                            |  |  |       |  |  |                          |  |  |                             |  |
|                             | Ugo II del Bosco | Anselmo II di Savona      |                            |  |  |       |  |  |                          |  |  |                             |  |
|                             | Ugo II del Bosco | Anselmo II di Savona      |                            |  |  |       |  |  |                          |  |  |                             |  |
|                             | Ugo II del Bosco | Adelasia di MIlano        |                            |  |  |       |  |  |                          |  |  |                             |  |
| Anselmo IV del Bosco        | Ugo II del Bosco |                           |                            |  |  |       |  |  |                          |  |  |                             |  |
|                             |                  | Agnese d'Este             | Alberto Azzo II d'Este     |  |  |       |  |  |                          |  |  |                             |  |
|                             |                  | Agnese d'Este             | Alberto Azzo II d'Este     |  |  |       |  |  |                          |  |  |                             |  |
|                             |                  | Agnese d'Este             | …                          |  |  |       |  |  |                          |  |  |                             |  |
| Elena del Bosco             |                  | Agnese d'Este             |                            |  |  |       |  |  |                          |  |  |                             |  |
|                             |                  | Ubaldo, conte             | …                          |  |  |       |  |  |                          |  |  |                             |  |
|                             |                  | Ubaldo, conte             | …                          |  |  |       |  |  |                          |  |  |                             |  |
|                             |                  | Ubaldo, conte             | …                          |  |  |       |  |  |                          |  |  |                             |  |
| Adelasia                    |                  | Ubaldo, conte             |                            |  |  |       |  |  |                          |  |  |                             |  |
|                             |                  | …                         | …                          |  |  |       |  |  |                          |  |  |                             |  |
|                             |                  | …                         | …                          |  |  |       |  |  |                          |  |  |                             |  |
|                             |                  | …                         | …                          |  |  |       |  |  |                          |  |  |                             |  |
|                             |                  | …                         |                            |  |  |       |  |  |                          |  |  |                             |  |